# Alois Pennig
Alois Pennig (* 7. Januar 1908 in Mannheim-Waldhof; † 31. Januar 1957 in Mannheim-Sandhofen) war ein deutscher Fußballschiedsrichter.
Der Mannheimer Alois Pennig gehörte zu den deutschen Schiedsrichtern, die sowohl vor als auch nach dem Zweiten Weltkrieg Spiele auf nationaler, z. T. auch auf internationaler Bühne leiteten.

## Leben
Alois Pennig stammte aus dem Mannheimer Arbeiterviertel Waldhof. Nach einer Schlosserlehre war er zunächst angestellt beim Pumpen- und Armaturenhersteller Bopp & Reuther, dessen heutiges Geschäftsfeld hauptsächlich die Mess- und Regeltechnik ist, wurde dort aber 1929 im Gefolge der Weltwirtschaftskrise entlassen. Es dauerte knapp fünf Jahre, ehe er in der Zellstofffabrik Waldhof wieder eine dauerhafte Anstellung fand. Während des Krieges diente Pennig im Artillerie-Regiment 69 und war zwischen Dezember 1942 und Juni 1943 im von der Wehrmacht besetzten Südfrankreich stationiert. Kurz vor Beginn seiner Militärzeit war er – wohl äußerem Druck gehorchend – NSDAP-Mitglied geworden. Einem Spruchkammerverfahren musste er sich nach dem Krieg indes nicht stellen.

## Sportlicher Werdegang
Alois Pennig war im Gegensatz zu seinem ein Jahr jüngeren Bruder Willi kein aktiver Fußballspieler. Während Willi Pennig (1908–1973) zwischen 1927 und 1943 an der Seite Otto Sifflings für Waldhof stürmte und mit dem Einzug ins Pokalfinale 1939 – die Partie wurde am 28. April 1940 im Berliner Olympiastadion ausgetragen und endete mit einer 0:2-Niederlage gegen den 1. FC Nürnberg – einen großen Erfolg feiern konnte, begann für Bruder Alois ab 1931 eine lange Karriere als Unparteiischer. Zunächst in den unteren Klassen aktiv, stieg er zur Saison 1936/37 in die Gauliga Baden auf. Dort leitete er erstmals am 13. September 1936 mit der Partie Karlsruher FV gegen Germania Brötzingen ein Spiel der obersten Liga, fünf weitere Saisonbegegnungen folgten. Ab 1939 betraute man ihn auch mit Endrundenspielen um die deutsche Meisterschaft – je eines in den drei Spielzeiten bis 1941. Einen ersten Höhepunkt seiner Laufbahn bildete für den damals 32-Jährigen das Finale um den Tschammerpokal am 1. Dezember 1940, in dem der Dresdner SC seinen ersten nationalen Titel gewinnen konnte. Der Kicker urteilte: „Schiedsrichter Pennig kann man zur Lösung seiner ersten schweren Aufgabe beglückwünschen. Er unterdrückte schnell aufkommende Härten. Hierbei unterlief ihm allerdings etwas zu oft der Fehler, gar zu schnell abzupfeifen und so häufig klare Vorteil-Situationen zur Freude der Übeltäter zu unterbrechen.“
Im November 1942 gehörte Pennig neben Peco Bauwens, Robert Beinlich, Fritz Bouillon, Helmut Fink, Adolf Miesz, Albert Multer, Wilhelm Raspel, Adolf Reinhardt, Fritz Rühle, Gerhard Schulz und Egon Zacher zu den zwölf der FIFA gemeldeten deutschen Schiedsrichter für Länderspiele, doch verhinderte der Krieg vorerst sein internationales Debüt.
Bald nach Kriegsende nahm Alois Pennig seine Schiedsrichtertätigkeit wieder auf, schon im November 1946 ist ein Einsatz in der Oberliga Süd belegt. Seine Leistungen auf dem Platz brachten ihm viel Anerkennung ein, so dass er oftmals auch brisante Derbys pfeifen durfte. So leitete er etwa am 7. Dezember 1947 das Münchner Stadtderby zwischen dem FC Bayern München und dem TSV 1860 München (3:2), am 2. Dezember 1950 das Frankenderby zwischen dem 1. FC Nürnberg und der SpVgg Fürth (2:2), am 30. September 1951 die Partie Eintracht Frankfurt gegen Kickers Offenbach (2:2) oder am 14. September 1952 das Südwestspitzenspiel des 1. FC Saarbrücken gegen den 1. FC Kaiserslautern (2:1). Nach dem Main-Derby urteilte etwa das Sport-Magazin: „Selbstverständlich wurde hart und erbittert gekämpft, aber von geringen Ausnahmen abgesehen, gab es keine Entgleisungen. An dem sauberen Ablauf des Kampfes hatte die energische und glänzende Übersicht beweisende Leitung des Mannheimer Schiedsrichters Pennig wesentlichen Anteil.“
Insgesamt war Alois Pennig bis 1956 in etwa 120 Partien der Oberligen Süd und Südwest im Einsatz. Es hätten vermutlich noch einige mehr sein können, wenn sich der Unparteiische nicht außerhalb des Platzes etliche Sympathien verscherzt hätte. Im September 1943 hatte er sich z. B. geweigert, im Spiel des VfR Mannheim gegen den BC Augsburg als Linienrichter einzuspringen, nachdem der eigentlich dafür vorgesehene Mann nicht erschienen war. Für diese Unsportlichkeit wurde er für drei Monate gesperrt. Wesentlich gravierendere Folgen hatte es für ihn, dass der süddeutsche Verband ihn ab Ende 1951 nicht mehr für Oberligaspiele berief. Ihm wurden überhöhte Spesenforderungen vorgeworfen. Für den südwestdeutschen Verband durfte er dagegen weiterhin regelmäßig in der Oberliga pfeifen und auch in den Endrunden um die deutsche Fußballmeisterschaft kamen zwischen 1951 und 1956 fünf weitere Partien hinzu. Außerdem fungierte er als Referee des Endspiels um die deutsche Amateurmeisterschaft zwischen der Spvgg. 03 Neu-Isenburg und dem VfB Speldorf (3:2), das vor dem Meisterschaftsfinale der Profis am gleichen Tag, dem 24. Juni 1956, im Berliner Olympiastadion ausgetragen wurde.
1954 wurde Pennig sogar wieder auf die FIFA-Liste für internationale Spiele gesetzt. Schwierig gestaltete sich am 4. Juni 1955 die Partie zwischen dem FC Basel und einer Londoner Stadtauswahl im erstmals ausgetragenen europäischen Messe-Cup. Konfrontiert mit der britischen Zweikampfhärte, schritt Pennig ziemlich oft ein und bestrafte harte Rempler, was die Londoner Spieler schnell erboste. Die eidgenössische Presse sprach gar von einem „Tohuwabohu“. Auch die von ihm erlaubte Auswechslung eines englischen Spielers brachte ihm verbandsseitige Kritik ein. Dennoch betraute ihn die FIFA am 9. Oktober mit der Begegnung der Niederlande gegen Irland am 10. Mai 1956. Diese späte Berufung sollte aber sein einziges A-Länderspiel bleiben.

## Tod
Alois Pennigs Leben endete bald darauf tragisch, denn im Januar 1957 nahm sich der Mannheimer, der zuletzt für den pfälzischen Dorfverein SV Ruchheim aktiv war, das Leben: Er hatte während der Abwesenheit seiner Frau den Gashahn aufgedreht. Vorausgegangen waren anonyme Briefe an die Vorsitzenden der Schiedsrichter-Ausschüsse des süddeutschen sowie des südwestdeutschen Verbandes. Darin wurden beide aufgefordert, die „Schiedsrichter Deuschel, Wesel und Pennig mehr, ihre Kollegen Dusch, Oberborn und Fritz jedoch weniger in Oberligaspielen einzusetzen“. Bald geriet Pennig in den Verdacht, selbst Verfasser dieser Briefe zu sein. Sowohl die beiden Fußballverbände, als auch die Polizei nahmen Ermittlungen auf, konnten den Sachverhalt aber nicht vollständig aufklären. Alois Pennig sah aber für sich keinen anderen Ausweg mehr als den Suizid.